# Scopula apertaria
Scopula apertaria är en fjärilsart som beskrevs av Walker 1863. Scopula apertaria ingår i släktet Scopula och familjen mätare. Inga underarter finns listade.